# Pizzoccheri

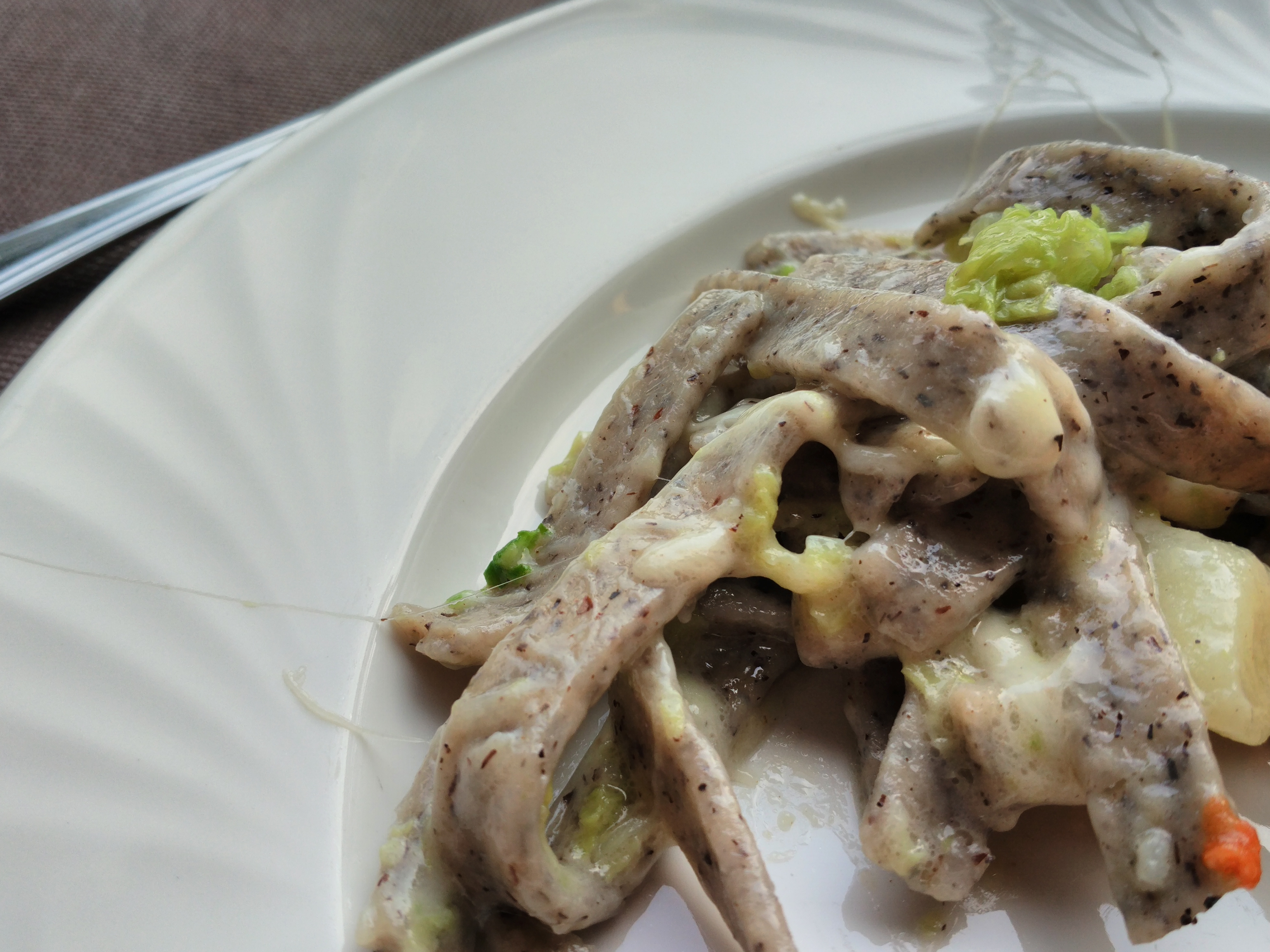
Een bord bereide pizzoccheri

Pizzoccheri is een type pasta uit Noord-Italië, ook is het de naam van het gerecht dat hiermee gemaakt wordt.
Pizzoccheri wordt traditioneel gemaakt van 80% boekweitmeel en 20% tarwemeel. Hiervan worden reepjes gesneden van ongeveer 2 à 3 millimeter dik, een centimeter breed en enkele centimeters lang. De boekweit zorgt voor een kenmerkende grijsbruine kleur. De pasta wordt gekookt en geserveerd met gekookte aardappelblokjes, gekookte groenten (traditioneel savooiekool, snijbiet, wittekool of spinazie) en dan gebakken met gesmolten lokale kaas en boter. De pizzoccheri wordt op smaak gebracht met in wat olie of boter gebakken knoflook en eventueel ook salie, peper en zout.
Pizzoccheri is een echt streekgerecht, het is vrijwel alleen bekend in het Valtellina in de Italiaanse provincie Sondrio en in het Valposchiavo in het Zwitserse kanton Graubünden. In Teglio zijn jaarlijks twee pizzoccherifestivals.